# Трисвинецтербий
Трисвинѐцте́рбий — бинарное неорганическое соединение, интерметаллид
тербия и свинца
с формулой Pb3Tb,
кристаллы.

## Получение
- Сплавление стехиометрических количеств чистых веществ:

{\displaystyle {\mathsf {Tb+3Pb\ {\xrightarrow {T}}\ Pb_{3}Tb}}}

## Физические свойства
Трисвинецтербий образует кристаллы
кубической сингонии, пространственная группа P m3m, параметры ячейки a = 0,4810 нм, Z = 1,
структура типа тримедьзолота AuCu3.